# Balistes ellioti
Balistes ellioti és un peix teleosti de la família dels balístids i de l'ordre dels tetraodontiformes.

## Distribució geogràfica
Es troba a les costes de l'Índia.